# Unidade Revolucionária Nacional Guatemalteca
Unidade Revolucionária Nacional Guatemalteca é um ex-grupo revolucionário guerrilheiro guatemalteco, participante da Guerra Civil da Guatemala, e atualmente um partido político. Foi fundada em 1982, a partir da união dos quatro principais grupos guerrilheiros do país.